# عصب فوق عظم الكتف
العصب فوق عظم الكتف هو عصب مختلط (حسي وحركي) يتفرع من الجذع العلوي للضفيرة العضدية. وهو مشتق من الفرع البطني للأعصاب العنقية C5-C6. يوفر التعصيب الحركي للعضلة فوق الشوكة والعضلة تحت الشوكة.

## البنية

### المنشأ
ينشأ العصب فوق عظم الكتف من الجذع العلوي للضفيرة العضدية والذي يتكون من اتحاد الفروع البطنية للأعصاب العنقية C5-C6.

### المسار والتفرعات
بعد التفرع من الجذع العلوي، يمر العصب عبر المثلث الخلفي للرقبة موازيًا للبطن السفلي للعضلة اللامية وعميقًا للعضلة شبه المنحرفة. ثم يمتد على طول الحافة العلوية للكتف عبر القناة فوق الكتف، حيث يدخل عبر الثلمة فوق الكتف أدنى من الرباط الكتفي المستعرض العلوي ويدخل إلى الحفرة فوق الشوكة. ثم يمر أسفل العظم فوق الشوكة، وينحني حول الحدود الجانبية للعمود الفقري للكتف من خلال الشق الشوكي الحقي إلى الحفرة تحت الشوكة.

## الوظيفة
العصب فوق الكتف هو عصب محيطي مختلط يحتوي على مكونات حركية وحسية.

### التعصيب الحركي
- العضلة فوق الشوكة
- العضلة تحت الشوكة (من خلال الثلمة السبينية الحقانية)

### التعصيب الحسي
- المفصل الأخرمي الترقوي
- المفصل الحقاني العضدي (مفصل الكتف)

في الحفرة فوق الشوكة يعطي فرعين للعضلة فوق الشوكة وفي الحفرة تحت الشوكة يعطي فرعين للعضلة تحت الشوكة.

## الأهمية السريرية
- العجز فوق الكتف، والذي يسبب آلام الظهر، ومشاكل في التبعيد والدوران الخارجي لعظم العضد، وإرهاق فوق الشوكة وتحت الشوكة. تساعد العضلة فوق الشوكة في إبعاد الذراع بمقدار يتراوح من 0 درجة إلى 15 درجة. ويساعد العظم تحت الشوكة في الدوران الجانبي (الدوران الخارجي) لعظم العضد.
- متلازمة انحباس العصب فوق الكتف، ما يسبب آلام في الكتف وضمور عضلي موضعي في العضلات فوق الشوكة وتحت الشوكة. من المحتمل أن يتطور هذا بسبب انحباس العصب فوق الكتف وضغطه داخل مواقع الانحباس التشريحية المحتملة للقناة فوق الكتف.[2]